# دافنه هسنجگر
دافنه هسنجگر (انگلیسی: Daphne Hasenjäger؛ زادهٔ ۲ ژوئیهٔ ۱۹۲۹) ورزشکار دو و میدانی اهل آفریقای جنوبی است.
وی در مسابقات کشوری و بین‌المللی در مجموع برندهٔ ۱ مدال نقره، ۱ مدال برنز شده‌است.